# Gajrowskie
Gajrowskie (deutsch Friedrichsheyde, 1938–1945 Friedrichsheide) ist ein Ort in der polnischen Woiwodschaft Ermland-Masuren und gehört zur Landgemeinde Wydminy (Widminnen) im Powiat Giżycki (Kreis Lötzen).

## Geographische Lage
Gajrowskie liegt in der östlichen Mitte der Woiwodschaft Ermland-Masuren, 21 Kilometer westlich der früheren Kreisstadt Marggrabowa (umgangssprachlich auch Oletzko, 1928–1945 Treuburg, polnisch Olecko) und 27 Kilometer östlich der jetzigen Kreisstadt Giżycko (Lötzen).

## Geschichte
Das kleine 1709 Geirowsken, 1785 Gerreyoffken und bis 1938 Friedrichsheyde genannte Dorf wurde 1709 als Schatulldorf gegründet. Im Jahr 1874 kam es zum neu errichteten Amtsbezirk Wessolowen (polnisch Wesołowo, heute nicht mehr existent), der – 1938 in Amtsbezirk Fronicken umbenannt – bis 1945 bestand und zum Kreis Oletzko im Regierungsbezirk Gumbinnen in der preußischen Provinz Ostpreußen gehörte. Im gleichen Zeitraum war Friedrichsheyde dem Standesamt Wessolowen zugeordnet.
Im Jahr 1910 zählte Friedrichsheyde 213 Einwohner; 1933 waren es noch 174.
Aufgrund der Bestimmungen des Versailler Vertrags stimmte die Bevölkerung im Abstimmungsgebiet Allenstein, zu dem Friedrichsheyde gehörte, am 11. Juli 1920 über die weitere staatliche Zugehörigkeit zu Ostpreußen (und damit zu Deutschland) oder den Anschluss an Polen ab. In Friedrichsheyde 149 Einwohner für den Verbleib bei Ostpreußen, auf Polen entfielen keine Stimmen.
Am 3. Juni – amtlich bestätigt am 16. Juli – des Jahres 1938 wurde die Schreibweise des Ortsnamens in Friedrichsheide geändert. Die Einwohnerzahl belief sich 1939 auf noch 157.
In Kriegsfolge kam das Dorf 1945 mit dem gesamten südlichen Ostpreußen zu Polen und erhielt die polnische Namensform Gajrowskie. Heute ist das Dorf Sitz eines Schulzenamtes (polnisch sołectwo) innerhalb der Landgemeinde Wydminy (Widminnen) im Powiat Giżycki (Kreis Lötzen), bis 1998 der Woiwodschaft Suwałki, seither der Woiwodschaft Ermland-Masuren zugehörig.

## Religionen
Bis 1945 war Friedrichsheyde in die evangelische Kirche Orlowen in der Kirchenprovinz Ostpreußen der Evangelischen Kirche der Altpreußischen Union und in die katholische Pfarrkirche Marggrabowa (Treuburg) im Bistum Ermland eingepfarrt.
Heute gehört Gajrowskie zur evangelischen Kirchengemeinde Wydminy, einer Filialgemeinde der Pfarrei Giżycko in der Diözese Masuren der Evangelisch-Augsburgischen Kirche in Polen bzw. weiterhin zur katholischen Pfarrkirche Orłowen im Bistum Ełk der Römisch-katholischen Kirche in Polen.

## Verkehr
Gajrowskie ist über eine Nebenstraße zu erreichen, die bei Wronki (Wronken, 1938–1945 Fronicken) von der Woiwodschaftsstraße DW 655 abzweigt und über Jelonek (Grünheyde, 1938–1945 Grünheide) in den Ort führt. Innerorts endet außerdem eine Nebenstraße, die von Łękuk Mały (Klein Lenkuk) und Orłowo (Orlowen, 1938–1945 Adlersdorf) hierher führt. Eine Bahnanbindung besteht nicht.

## Persönlichkeiten
- Erwin Blask (* 20. März 1910 in Friedrichsheyde; † 6. Februar 1999 in Frankfurt am Main), deutscher Leichtathlet